# Jan Gerritsz. Heye
Jan Gerritsz. Heye, ook Jan Gerrit Hey Daemsz, (1513 - 11 september 1574) was schout en burgemeester van de Noord-Nederlandse stad Gouda.

## Leven en werk
Heye was een lid van een Goudse regentenfamilie. Hij trouwde met Lucia Pauw. Zelf zou hij de functie van burgemeester in de periode van 1553 tot 1568 viermaal vervullen. Daarvoor was hij van 1548 tot 1552 schout van Gouda. Heye was katholiek en een aanhanger van Philips II. Na de inname in 1572 van Gouda door de geuzen onder leiding van Adriaen van Swieten werd Heye afgezet als vroedschap. Hij ontvluchtte de stad, maar wilde zich niet bij deze situatie neerleggen. Het verhaal van zijn vlucht naar Utrecht werd opgetekend in het dagboek van de eveneens uit Gouda gevluchte prior Wouter Jacobsz. Samen met enkele geestverwanten beraamde Heye een plan om Gouda in de handen van de Spanjaarden te spelen. Het plan dat in de nacht van 5 op 6 februari 1574 zou worden uitgevoerd mislukte. De schoonzoon van Heye, Adriaan Pietersz., werd in Gouda betrapt toen hij zijn schoonvader een bericht wilde sturen dat er versterking in de stad was gearriveerd. Zijn schoonzoon werd hiervoor bestraft. Hij werd op 20 februari 1574 op de Markt van Gouda, tezamen met een medestander, onthoofd en gevierendeeld. De lichaamsdelen werden ter afschrikking opgehangen aan de stadspoorten en de hoofden tentoongesteld op het kasteel. Heye bleef in Utrecht en overleed enkele maanden later, op 11 september 1574, in deze stad.
Heye en zijn vrouw Lucia Pauw staan afgebeeld op een van de glazen, die zij in 1556 schonken ten behoeve van de kapel van het Regulierenklooster aan de Raam. De gebrandschilderde glazen van dit klooster werden in 1580 overgebracht naar de Goudse Sint-Janskerk. Sinds 1934 is dit een van de glazen in de Van der Vormkapel van deze kerk. Het betreft de voorstelling van de gevangenneming Jezus. Het glas is ontworpen door Dirk Crabeth en gemaakt door een of meer van zijn medewerkers. Heye staat als schenker van dit glas aan de onderzijde afgebeeld.